# Lars Isaksson
Lars Uno Gustaf Isaksson, född 31 december 1945 i Huskvarna, död 3 juni 2023 i Jönköpings Sofia församling, var en svensk socialdemokratisk politiker. 
Lars Isaksson var son till symaskinsarbetaren Gustaf Hjalmar Erland Isaksson och Sigrid Maria Karolina Stenlund.
Isaksson verkade i unga år som ombudsman. Han var från 1982 till 1991 ordförande i landstingsstyrelsen i Jönköpings län, och ånyo från 1995 till 2006. Han var också ordförande i Landstingsförbundet (till 2007) och suppleant i socialdemokratiska partiets verkställande utskott (till 2009). Efter den socialdemokratiska valförlusten 2006 trappade Isaksson ner sitt politiska engagemang.
Han var under perioden 2010–2015 ordförande i styrelsen för Högskolan i Jönköping.
I mars 2023 fick han Socialdemokraternas främsta utmärkelse, Tage Erlanders hedersmedalj.